# Baldi's Basics in Education and Learning
Baldi's Basics in Education and Learning (còn gọi là Baldi's Basics và Baldi's Basics Classic) là tựa game kinh dị sinh tồn ngụ ý giễu nhại ra mắt năm 2018 do nhà phát triển độc lập người Mỹ Micah McGonigal có bút danh là Mystman12 tạo ra. Trò chơi này nhại lại những tựa game giáo dục trong thập niên 1990 thông qua mảng đồ họa tệ hại và các chủ đề tương tự (chẳng hạn như Sonic's Schoolhouse, I.M. Meen và 3D Dinosaur Adventure). Baldi's Basics lần đầu tiên được phát hành dưới dạng phiên bản beta vào ngày 31 tháng 3 năm 2018 thông Itch.io dành cho Microsoft Windows và macOS. Bản phát hành chính thức của game này, bao gồm nội dung bổ sung và phần chơi chính mang tên Baldi's Basics Plus ra mắt dưới dạng early access vào ngày 12 tháng 6 năm 2020, với quá trình phát triển đang diễn ra.

## Cốt truyện
Một người bạn của nhân vật chính lỡ để quên bảy cuốn sổ ở trường học địa phương nhưng không thể tự lấy được do đến muộn vì bận "tập ăn", vì vậy anh ta đành nhờ nhân vật chính đi tới trường lấy hộ mình. Khi người chơi vừa đặt chân đến đây thì gặp phải một trong những giáo viên tên là Baldi, nhân vật này sẽ đưa ra câu đố là những bài toán đơn giản mỗi khi người chơi tìm thấy một cuốn sổ (ba lẫn mỗi cuốn), với lời hứa khen thưởng nếu trả lời đúng tất cả câu đố này. Baldi cũng rất dễ nổi giận và sau khi trình bày cho người chơi những bài toán đánh đố thì vị giáo viên này sẽ bắt đầu đuổi theo người chơi vì trả lời sai. Nhân vật chính buộc phải tiếp tục tìm kiếm mọi cuốn sổ khác trong khi cũng phải né tránh những học sinh khác và nhiều chướng ngại vật khác nhau. Nếu người chơi chọn trả lời sai mọi câu hỏi thì phải trải qua kết thúc thay thế bao gồm một bản thể méo mó của Baldi và một nhân vật ẩn thân khác đòi người chơi phá hủy game này trước khi trò chơi tự đóng lại.

## Lối chơi
Lối chơi tương tự như trò Slender: The Eight Pages. Người chơi phải xác định vị trí của tất cả bảy cuốn sổ mà không bị Baldi tóm được. Những học sinh và giáo viên khác cố gắng cản trở người chơi bằng cách ép tham gia vào các hoạt động khác nhau. Mỗi cuốn sổ có ba bài toán số học đơn giản nhưng tới lượt câu hỏi thứ ba là không giải được trong cuốn sổ thứ hai trở đi. Khi người chơi tiếp tục thất bại trước những câu hỏi bất khả thi, Baldi trông có vẻ di chuyển nhanh hơn và khó tránh hơn nhiều.  
Một khi người chơi thu thập tất cả các sổ ghi chép, Baldi dường như sẽ chúc mừng người chơi trước khi hét lên, "Bước ra ngoài ngay khi còn kịp!". Có ba lối ra mang tính lừa gạt và chỉ một lối mới cho phép người chơi trốn thoát khỏi nơi đây, rồi người chơi phải tìm cách kích hoạt cả ba lối ra trước khi có thể sử dụng lối thoát thực sự.
Người chơi có thể thu thập các vật phẩm khác nhau xung quanh trường học, chẳng hạn như một thanh kẹo giữ cho thể lực của nhân vật chính không sụt giảm trong thời gian ngắn, một loại nước ngọt có thể dùng để đánh bay các nhân vật khác trong game, một chiếc kéo có thể tạm thời vô hiệu hóa vài chướng ngại vật và một cỗ máy dịch chuyển sẽ đặt người chơi vào một vị trí ngẫu nhiên trong trường trong số những nhân vật khác.

## Phát triển và phát hành
Game này ban đầu được phát triển để tham gia cuộc thi Meta-Game Jam hàng năm, và đoạt vị trí thứ 2. Trong một cuộc phỏng vấn với Gamasutra, nhà phát triển của trò chơi này đã trích dẫn tựa game Sonic’s Schoolhouse năm 1996 là nguồn cảm hứng chính của mình. Trò chơi trở nên phổ biến vì sự hài hước, độ khó và lối chơi siêu thực. Những YouTuber nổi tiếng như DanTDM, Markiplier, Jacksepticeye, PewDiePie và Kindly Keyin đều tạo video về game này, giúp tăng mức độ phổ biến của trò chơi.
Nhà phát triển đã khởi động một chiến dịch quyên góp trên Kickstarter dành cho game này, khi đưa ra thông báo rằng nguyên mẫu early access dành cho phiên bản chính thức gọi là Baldi's Basics Plus sẽ được phát hành vào ngày 12 tháng 6 năm 2020. Kickstarter đã quyên góp được tổng cộng 61.375 đô la Mỹ. Kể từ đó, quá trình phát triển game liên tục diễn ra, với các nội dung bổ sung được nhóm phát triển thêm vào như nhân vật mới, vật phẩm mới, minigame, phần chơi thử thách, 'chuyến đi thực địa' và bố cục mới cho ngôi trường, kết hợp nhiều màn chơi và dòng đời theo trình tự. 